# Bolesław Boczek
Bolesław Adam Boczek (ur. 29 marca 1922 w Bielsku, 17 kwietnia 2018) – polski i amerykański prawnik oraz politolog, profesor, nauczyciel akademicki uczelni w Polsce i Stanach Zjednoczonych, specjalista w zakresie prawa międzynarodowego publicznego i nauk politycznych.

## Życiorys
Syn Ludwika i Anieli Boczków. W 1948 ukończył studia na Wydziale Prawa Uniwersytetu Jagiellońskiego, gdzie też w 1950 otrzymał stopień naukowy doktora nauk prawnych w zakresie prawa. Został wykładowcą tego wydziału. W 1958 osiadł w USA. Uzyskał stopień Philosophy Doctor w Uniwersytecie Harvarda (1960). W latach 1959–1960 był research assistant w Harvard Law School a w latach 1961–1966 research associate na tej uczelni. Od 1966 do emerytury w 1992 był profesorem stosunków międzynarodowych i prawa w Kent State University w Ohio.
6 czerwca 1963 poślubił Annerose J. Mirsberger. Miał troje dzieci: Matthew, Andrew, Barbarę.